# Igor Truchaczow
Igor Aleksiejewicz Truchaczow, ros. Игорь Алексеевич Трухачёв (ur. 3 grudnia 1969) – rosyjski hokeista.

## Kariera
- SKA Chabarowsk (1993/1994)
- Mietałłurg Czerepowiec (1993/1994)
- Łada Togliatti (1993-1995)
  -  Łada 2 Togliatti (1994-1995)
- Mołot Perm (1995)
- HK Lipieck (1995-1997)
- Kristałł Saratów (1997-1998)
- STS Sanok (1998)
- Gazowik Tiumeń (1998/1999)
- Kristałł Saratów (1999-2000)
- HK Woroneż (2000-2001)
- HK Lipieck (2001-2003)
- HK Woroneż (2002/2003)

Wychowanek klubu w Lipiecku (pod nazwą Mietałłurg, następnie Traktor, później HK Lipieck). W barwach polskiego zespołu STS Sanok występował w lidze polskiej edycji 1998/1999.

## Sukcesy
Klubowe
- Złoty medal mistrzostw Rosji: 1996 z Ładą Togliatti[4].